# Matías Vargas
Matías Ezequiel Vargas Martín (Salta, 8 mei 1997) is een Argentijns voetballer die doorgaans speelt als middenvelder. In januari 2025 verruilde hij Shanghai Port voor Al-Fateh. Vargas maakte in 2018 zijn debuut in het Argentijns voetbalelftal.

## Clubcarrière
Vargas speelde in de jeugdopleiding van Vélez Sarsfield en maakte ook zijn professionele debuut voor die club. Op 22 augustus 2015 werd met 0–0 gelijkgespeeld op bezoek bij Colón en Vargas mocht de laatste zes minuten als invaller meespelen. Zijn eerste professionele doelpunt maakte Vargas op 13 november 2016, toen met 2–1 gewonnen werd van Defensa y Justicia. Tijdens deze wedstrijd maakte de middenvelder negen minuten na rust de gelijkmaker. In de zomer van 2019 verkaste Vargas voor circa tienenhalf miljoen euro naar Espanyol, waar hij zijn handtekening zette onder een verbintenis voor de duur van vijf seizoenen. Zijn eerste seizoen hier leverde een degradatie naar de Segunda División op. In de zomer van 2021 werd Vargas voor een jaar verhuurd aan Adana Demirspor. Na deze verhuurperiode verliet hij Espanyol definitief, om voor Shanghai Port te gaan spelen. Hier maakte hij twee jaar op rij één competitiedoelpunt. In 2024 scoorde Vargas twaalf keer in competitieverband, waarop hij transfervrij naar Al-Fateh verkaste.

## Clubstatistieken
| Seizoen | Club              | Competitie       | Competitie | Competitie | Beker | Beker | Internationaal | Internationaal | Totaal | Totaal |
| Seizoen | Club              | Competitie       | Wed.       | Dlp.       | Wed.  | Dlp.  | Wed.           | Dlp.           | Wed.   | Dlp.   |
| ------- | ----------------- | ---------------- | ---------- | ---------- | ----- | ----- | -------------- | -------------- | ------ | ------ |
| 2015    | Vélez Sarsfield   | Primera División | 3          | 0          | 0     | 0     | —              | —              | 3      | 0      |
| 2016    | Vélez Sarsfield   | Primera División | 2          | 0          | 0     | 0     | —              | —              | 2      | 0      |
| 2016/17 | Vélez Sarsfield   | Primera División | 16         | 4          | 4     | 0     | —              | —              | 20     | 4      |
| 2017/18 | Vélez Sarsfield   | Primera División | 25         | 5          | 1     | 1     | —              | —              | 26     | 6      |
| 2018/19 | Vélez Sarsfield   | Primera División | 23         | 5          | 4     | 0     | —              | —              | 27     | 5      |
| 2019/20 | Espanyol          | Primera División | 21         | 0          | 2     | 0     | 10             | 5              | 33     | 5      |
| 2020/21 | Espanyol          | Segunda División | 21         | 0          | 3     | 0     | —              | —              | 24     | 0      |
| 2021/22 | → Adana Demirspor | Süper Lig        | 36         | 5          | 2     | 0     | —              | —              | 38     | 5      |
| 2022    | Shanghai Port     | Super League     | 18         | 1          | 4     | 0     | —              | —              | 22     | 1      |
| 2023    | Shanghai Port     | Super League     | 22         | 1          | 2     | 0     | 1              | 0              | 25     | 1      |
| 2024    | Shanghai Port     | Super League     | 28         | 12         | 5     | 1     | 5              | 5              | 38     | 18     |
| 2024/25 | Al-Fateh          | Saudi Pro League | 0          | 0          | 0     | 0     | —              | —              | 0      | 0      |
| Totaal  | Totaal            | Totaal           | 215        | 33         | 27    | 2     | 16             | 10             | 258    | 45     |

Bijgewerkt op 4 januari 2025.

## Interlandcarrière
Vargas maakte zijn debuut in het Argentijns voetbalelftal op 7 september 2019, toen met 3–0 gewonnen werd van Guatemala. Gonzalo Martínez, Giovani Lo Celso en Giovanni Simeone zorgden voor de treffers. Meza mocht van bondscoach Jorge Sampaoli in de basis beginnen en hij speelde de volledige negentig minuten mee. De andere debutanten dit duel waren Gerónimo Rulli (Real Sociedad), Exequiel Palacios, Gonzalo Martínez (beiden River Plate), Giovanni Simeone (Fiorentina), Renzo Saravia (Racing Club), Santiago Ascacíbar (VfB Stuttgart), Alan Franco (Independiente), Franco Cervi (Benfica) en Walter Kannemann (Grêmio).
| Interlands van Matías Vargas voor Argentinië | Interlands van Matías Vargas voor Argentinië | Interlands van Matías Vargas voor Argentinië | Interlands van Matías Vargas voor Argentinië | Interlands van Matías Vargas voor Argentinië | Interlands van Matías Vargas voor Argentinië | Interlands van Matías Vargas voor Argentinië |
| №                                            | Datum                                        | Wedstrijd                                    | Uitslag                                      | Competitie                                   | Goals                                        |                                              |
| Als speler bij Vélez Sarsfield               | Als speler bij Vélez Sarsfield               | Als speler bij Vélez Sarsfield               | Als speler bij Vélez Sarsfield               | Als speler bij Vélez Sarsfield               | Als speler bij Vélez Sarsfield               | Als speler bij Vélez Sarsfield               |
| -------------------------------------------- | -------------------------------------------- | -------------------------------------------- | -------------------------------------------- | -------------------------------------------- | -------------------------------------------- | -------------------------------------------- |
| 1                                            | 7 september 2018                             | Argentinië – Guatemala                       | 3 – 0                                        | Vriendschappelijk                            |                                              |                                              |
| Als speler bij Espanyol                      |                                              |                                              |                                              |                                              |                                              |                                              |
| 1                                            | 7 september 2018                             | Argentinië – Ecuador                         | 6 – 1                                        | Vriendschappelijk                            |                                              |                                              |

Bijgewerkt op 4 januari 2025.